# Карезана
Карезана (итал. Caresana) — коммуна в Италии, располагается в регионе Пьемонт, в провинции Верчелли.
Население составляет 1081 человек (2008 г.), плотность населения составляет 46 чел./км². Занимает площадь 23 км². Почтовый индекс — 13010. Телефонный код — 0161.
Покровителем коммуны почитается святой апостол Левий Матфей, празднование 21 сентября.

## Демография
Динамика населения:

## Администрация коммуны
- Официальный сайт: